# Nesokia indica
Nesokia indica је врста глодара из породице мишева (лат. Muridae). 

## Распрострањење
Врста има станиште у Авганистану, Бангладешу, Египту, Израелу, Индији, Ираку, Ирану, Јордану, Кини, Пакистану, Саудијској Арабији, Сирији, Таџикистану, Туркменистану и Узбекистану.

## Станиште
Врста Nesokia indica има станиште на копну.
Врста је по висини распрострањена од нивоа мора до 1.600 метара надморске висине. 

## Угроженост
Ова врста није угрожена, и наведена је као последња брига јер има широко распрострањење.

### Популациони тренд
Популациони тренд је за ову врсту непознат.